# Celtis lindheimeri
Celtis lindheimeri là một loài thực vật có hoa trong họ Cannabaceae. Loài này được Engelm. ex K.Koch mô tả khoa học đầu tiên năm 1873.

## Hình ảnh

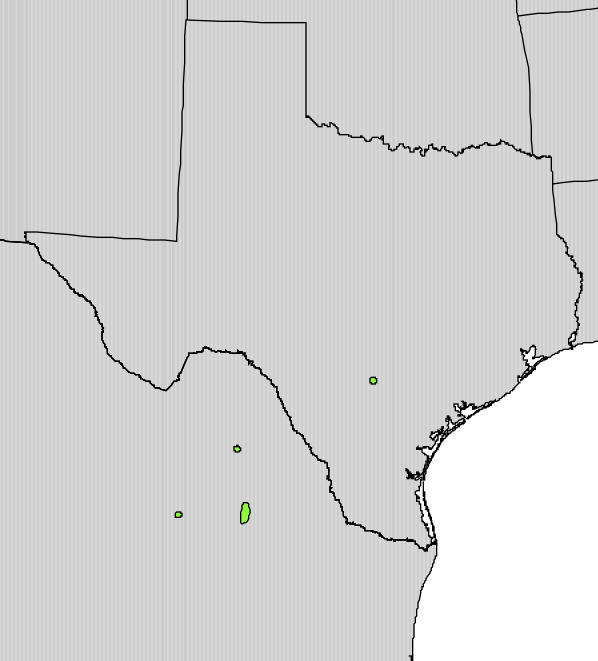
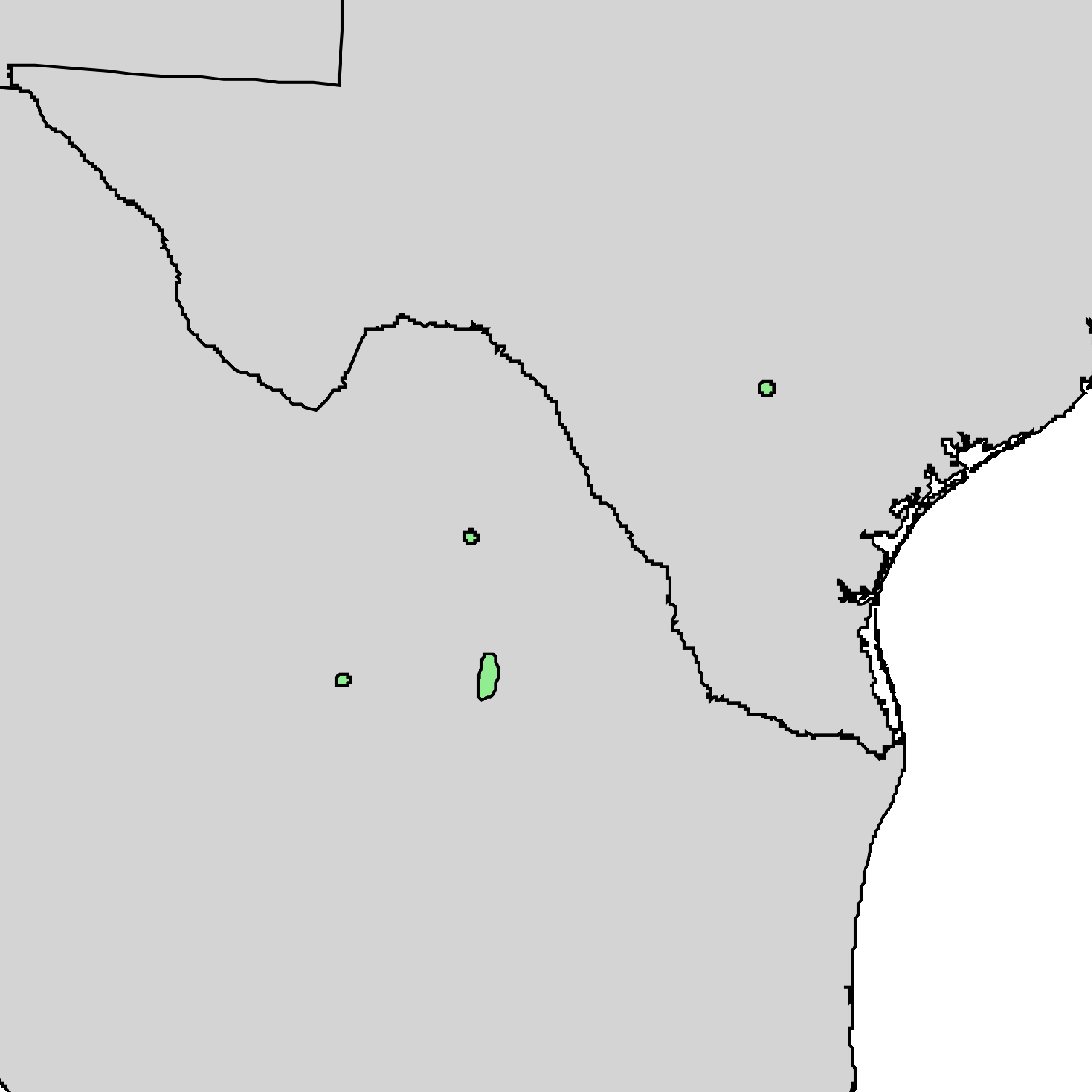